# Stefan Schumacher
Stefan Schumacher (* 21. Juli 1981 in Ostfildern-Ruit) ist ein ehemaliger deutscher Radrennfahrer, der heute als Triathlet aktiv ist.

## Werdegang

### Anfänge und Ausbildung
Der Sohn eines Arztehepaars spielte in seiner Jugend Fußball beim FV 09 Nürtingen und ging daneben dem Radsport hobbymäßig in einem Verein nach. Die eigentliche Leidenschaft für den Radsport wurde Schumacher zufolge 1995 geweckt, als er im Fernsehen den fünften Tour-de-France-Sieg des Spaniers Miguel Indurain verfolgte.
Schumacher lebt in Nürtingen. Im Jahr 2000 machte er sein Abitur am dortigen Hölderlin-Gymnasium.

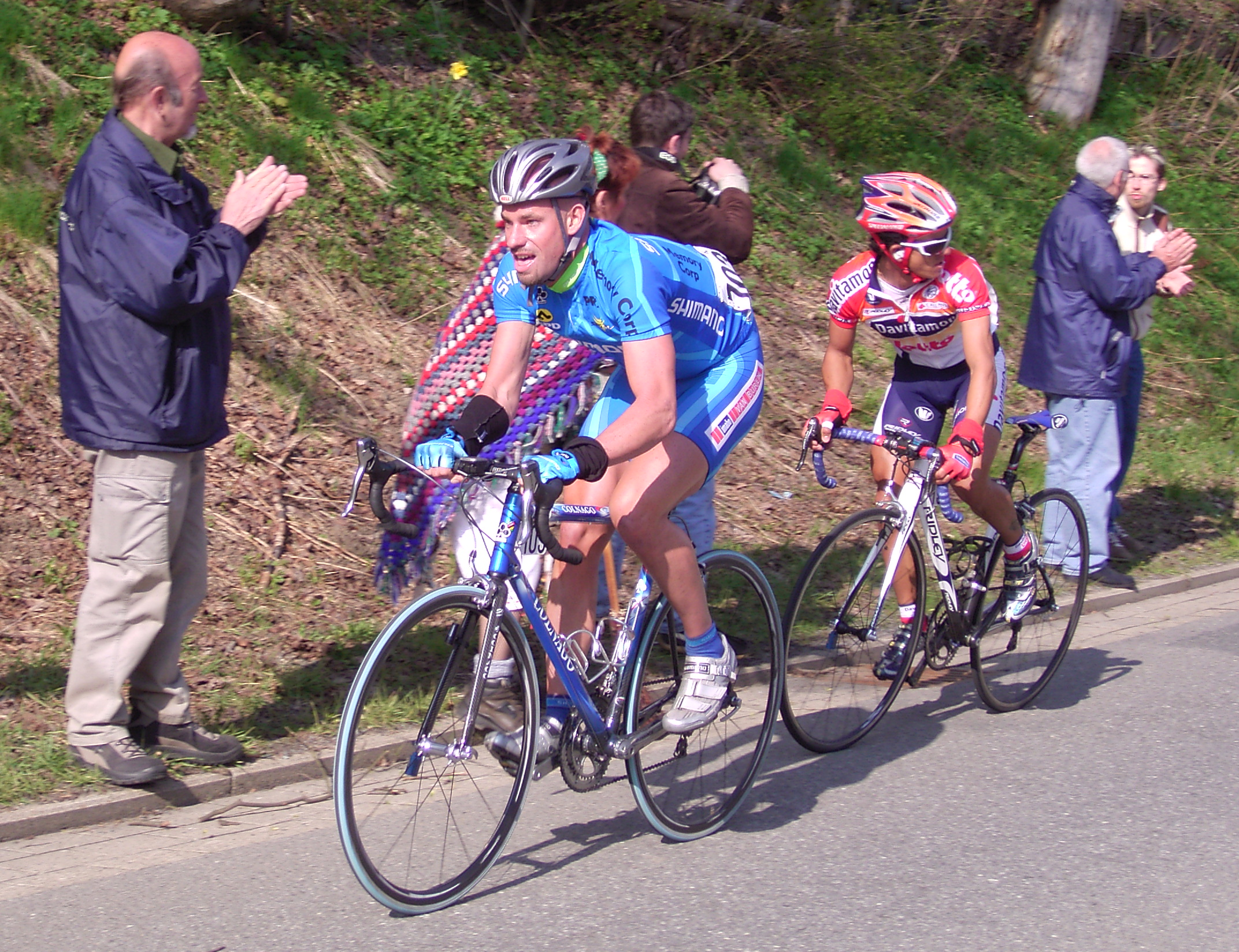
Schumacher beim entscheidenden Angriff beim Schlussanstieg der Niedersachsen-Rundfahrt 2005

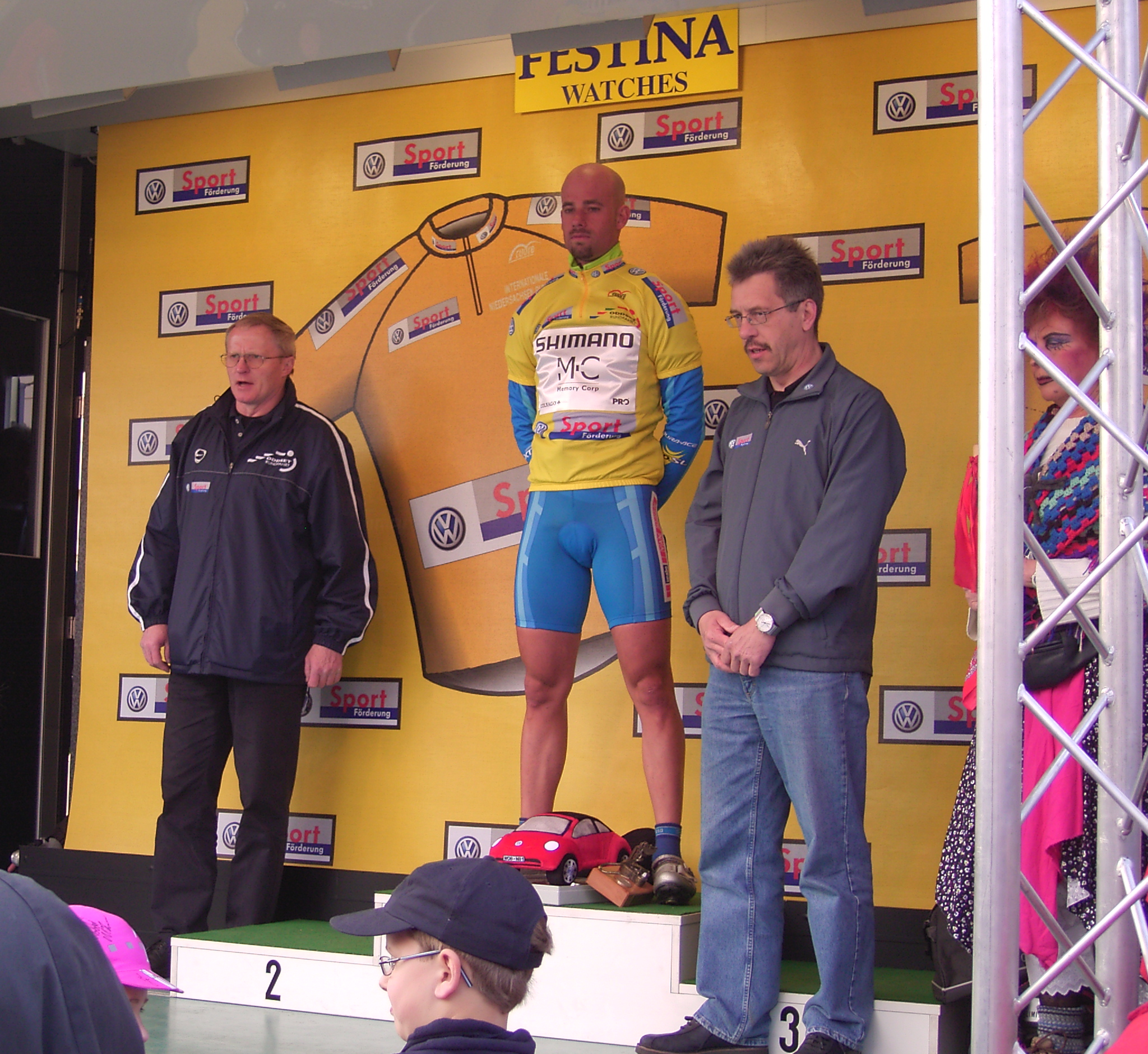
Schumacher bei der Siegerehrung der Niedersachsen-Rundfahrt 2005 in Sankt Andreasberg

### Profikarriere seit 2002
Schumacher begann seine Profikarriere im Jahr 2002 beim Team Telekom. Da er 2003 häufig verletzt war und keinerlei Erfolge erzielen konnte, wechselte er zur Saison 2004 zum GS-III Team Lamonta. Dort wurde er u. a. Zweiter der Deutschen Radsportmeisterschaften hinter Andreas Klöden. 2005 wechselte er zu Shimano-Memory Corp und gewann die Niedersachsen-Rundfahrt und die Ster Elektrotoer. Beim ProTour-Rennen Amstel Gold Race erreichte er einen 16. Platz.
Im Jahr 2006 wechselte Schumacher zum Team Gerolsteiner. Er gewann die fünftägige Rundfahrt Circuit Cycliste Sarthe. Am 8. Mai 2006 entschied er die dritte Etappe des Giro d’Italia für sich, wodurch er als siebter Deutscher überhaupt das Rosa Trikot des Gesamtspitzenreiters übernahm. Am 25. Mai konnte er eine weitere, die 18. Etappe, für sich entscheiden, nachdem er den Sprint einer fünfköpfigen Ausreißergruppe gewann. Mit der Eneco Tour gewann er im August eine weitere Rundfahrt knapp mit Hilfe der Zeitbonifikation für den dritten Platz beim Schlusssprint der letzten Etappe. Umstritten war allerdings ein starker Schlenker von Schumacher 100 Meter vor der Ziellinie, wodurch der bis dato mit drei Sekunden Gesamtführende des Klassements, George Hincapie, zu Fall kam und dieser durch die Vier-Sekunden-Bonifikation von Schumacher noch abgefangen wurde. Trotz Protesten des amerikanischen Discovery-Channel-Teams um George Hincapie wurde Stefan Schumacher von der Rennjury für nicht schuldig erklärt, da er bei seinem Schlenker einem Fan, der sich zu weit über die Bande gelehnt hatte, ausweichen musste. Nur wenige Wochen später gewann er die Gesamtwertung der Polen-Rundfahrt und konnte die letzten zwei Etappen gewinnen. Am Ende der Saison lag er auf Platz zehn in der Gesamtwertung der UCI ProTour 2006.
In seiner zweiten Saison beim Team Gerolsteiner 2007 feierte Stefan Schumacher seinen bis dahin größten Erfolg mit dem Sieg bei dem niederländischen Eintagesklassiker Amstel Gold Race, bei dem er vor seinem Teamkameraden Davide Rebellin in das Ziel kam. Bei den Weltmeisterschaften 2007 in Stuttgart nahe seiner Heimat erzielte Schumacher mit der Bronzemedaille im Straßenrennen einen weiteren großen Erfolg. Am 27. Juni wurde Schumacher hinter Bert Grabsch Zweiter bei den deutschen Meisterschaften im Einzelzeitfahren. Am 8. Juli gewann er die 4. Etappe der Tour de France im Einzelzeitfahren in Cholet und übernahm dadurch auch das Gelbe Trikot des Gesamtführenden. Das Gelbe Trikot konnte er einen Tag später auf der Etappe von Cholet nach Châteauroux verteidigen, verlor es dann aber auf der 6. Etappe 300 Meter vor dem Ziel durch einen Sturz, nachdem er das Hinterrad von Kim Kirchen berührt hatte, der das Gelbe Trikot übernahm. Am 26. Juli gewann er auch das zweite Einzelzeitfahren, die 20. Etappe der Tour de France, vor dem amtierenden Zeitfahrweltmeister Fabian Cancellara und dem luxemburgischen Zeitfahrmeister Kim Kirchen. Diese Ergebnisse wurden jedoch aufgrund seines Dopingfalls gestrichen. In der Tour de France 2008 gewann er die Sonderwertung Souvenir Henri Desgrange.
Nach dem Ablauf seiner Dopingsperre erfolgte im September 2010 Schumachers Comeback beim italienischen Team Miche-Guerciotti. Für das drittklassige Continental Team belegte er 2011 unter anderem den achten Platz in der Gesamtwertung der Settimana Internazionale, auf der ersten Etappe der Asturien-Rundfahrt gelang ihm schließlich sein erster Sieg nach der Sperre. Bei dieser Rundfahrt gelang ihm noch ein weiterer Etappensieg, außerdem konnte er wenig später zwei Etappen der Aserbaidschan-Rundfahrt für sich entscheiden. Im Jahr 2012 wechselte Schumacher zum dänischen Team Christina Watches-Onfone, welches um Michael Rasmussen gebildet wurde. Ihm gelangen Siege bei Rundfahrten in Serbien und China.

### Dopingvorwurf 2005

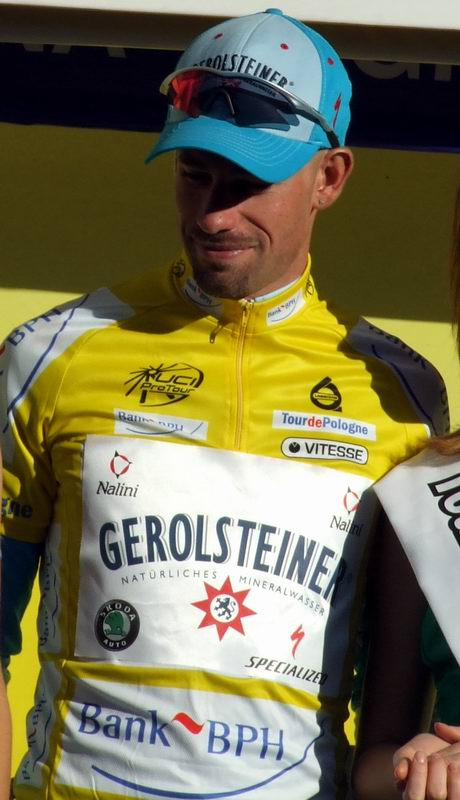
Stefan Schumacher bei der Polen-Rundfahrt 2006 in Karpacz

Bei der Rheinland-Pfalz-Rundfahrt am 14. Mai 2005 wurde Schumacher positiv auf Doping, nämlich den stimulierenden Wirkstoff Cathin getestet. Es handelte sich dabei jedoch um eine Einnahme, die mit der Annahme gerechtfertigt wurde, dass sich die anregende Wirkung auf die Symptome einer attestierten Pollenallergie (Schnupfen, Asthma) lindernd auswirken würde und zuvor von der niederländischen Antidopingagentur als unbedenklich eingestuft wurde. Am 3. August 2005 erfolgte der Freispruch durch den Bund Deutscher Radfahrer. Der Sieg der Rundfahrt wurde ihm jedoch aberkannt.
Eine von Stefan Schumacher fünf Tage vor den Weltmeisterschaften, am 25. September 2007, abgegebene Blutprobe wies verschiedene erhöhte Werte, darunter einen Hämatokritwert von 50,5 % auf. Schumacher erklärte diesen Wert mit einer Durchfallerkrankung. Der Radsportler hätte für das Straßenrennen der Profis bei der WM in Stuttgart nach UCI-Reglement mit einer Schutzsperre belegt werden müssen, was aber mit dem Verweis auf einen unter der Grenze von 17 g/dl liegenden Hämoglobinwert (gemessen wurden 16,9 g/dl) und unter Berücksichtigung der bevorstehenden Rad-WM sowie eines später vorgenommenen Testes unter dem kritischen Wert von 50 % von der UCI und dem Bund Deutscher Radfahrer (BDR) nicht geschah. So durfte er starten und belegte den dritten Platz. Am 10. Oktober 2007 erklärte der BDR, dass die Urinprobe des Radprofis negativ sei.
Unmittelbar nach der Weltmeisterschaft 2007 wurde bei einer auf einen Autounfall Schumachers im Oktober 2007 folgenden Blutanalyse im Januar 2008 Spuren von Amphetaminen gefunden. Sportrechtliche Konsequenzen ergaben sich für Schumacher dadurch nicht, da der Wirkstoff außerhalb des Wettkampfs nicht als Doping gewertet wird.

### Dopingsperre 2009
Am 22. Februar 2009 wurde Schumacher von der französischen Anti-Doping-Agentur (ADFL) wegen eines positiven Dopingtests auf das Blutdopingmittel CERA (EPO) bei der Tour de France 2008 für zwei Jahre gesperrt. Diese Sperre galt zunächst für alle Rennen in Frankreich. Am 6. März 2009 übernahm der Radsport-Weltverband UCI die Sperre des französischen Verbandes. Im Januar 2010 wurde die Sperre durch den Internationalen Sportgerichtshof bis zum 27. August 2010 festgelegt. Am 29. April teilte der BDR mit, dass Schumacher bei einer Nachkontrolle positiv auf CERA-Doping während der Olympischen Spiele 2008 getestet wurde (A-Probe). Das Ergebnis der A-Probe wurde im Juli 2009 bei der Analyse der B-Probe bestätigt. Im November 2009 wurde Schumacher aus den Ergebnislisten der Olympischen Spiele 2008 gestrichen. Im April 2010 nahm er seinen Einspruch gegen diese Entscheidung zurück.
In einem Interview mit dem Magazin Der Spiegel Ende März 2013 gab Schumacher erstmals die Einnahme von Epo, Wachstumshormonen und Kortikosteroiden zu. Die Einnahme leistungssteigernder Substanzen habe er bereits mit Anfang 20 begonnen. Schumacher erklärte außerdem, ein Teil der damals beim Team Gerolsteiner angestellten Sportärzte habe die Versorgung mit Dopingmitteln koordiniert. Sie hätten außerdem falsche Rezepte für Schmerz- und Kortisonmittel ausgestellt. Schumacher warf dem damaligen Teamchef Hans-Michael Holczer vor, über dies alles „bestens im Bilde“ gewesen zu sein, was Holczer stets bestritten hatte.
2013 wurde vor dem Landgericht Stuttgart ein Betrugsprozess gegen Schumacher geführt. Er wurde vom Vorwurf, 151.462,50 Euro Gehalt für drei Monate mittels Doping von seinem Team betrügerisch erschlichen zu haben, freigesprochen. Das Gericht bezweifelte, dass die Gerolsteiner-Teamleitung um Holczer nicht vom Doping wusste, Schumacher könne sie daher nicht betrogen haben. Das Urteil wurde als deutscher Präzedenzfall für die strafrechtliche Belangung dopender Profisportler erwartet.

### Ende der Radsportlaufbahn ab 2016
Im Oktober 2016 beendete er seinen ersten Start im Frankfurt-Marathon in 2:51:25 Stunden.
2017 startete er für das Team Kuwait-Cartucho und Ende 2017 beendete er seine Laufbahn als Radprofi.

### Triathlon seit 2018
Seit 2018 ist Stefan Schumacher als Profi-Triathlet und Trainer aktiv.
Bei seinem ersten Start als Triathlet auf der Ironman-Distanz (3,86 km Schwimmen, 180,2 km Radfahren und 42,195 km Laufen) mit auf 1,9 km verkürztem Schwimmen, konnte der damals 37-Jährige im Dezember 2018 in Argentinien beim Ironman Mar del Plata nach dem Schwimmen noch mit dem Rad bis auf den zweiten Rang vorfahren. Er beendete das Rennen nach dem abschließenden Marathon mit einer Zeit unter acht Stunden (7:48:40) auf dem sechsten Platz und qualifizierte sich damit für einen Startplatz beim Ironman Hawaii (Ironman World Championships 2019).

## Palmarès Radsport

### Erfolge (Auswahl)
Rundfahrten
- Niedersachsen-Rundfahrt 2005
- Ster Elektrotoer 2005
- Circuit Cycliste Sarthe 2006
- Polen-Rundfahrt 2006
- ENECO-Tour 2006
- Bayern-Rundfahrt 2007
- Serbien-Rundfahrt 2012
- Tour of China II 2012
- Tour du Maroc 2016

Eintagesrennen
- Deutsche Meisterschaften – Straßenrennen 2004
- Amstel Gold Race 2007
- Weltmeisterschaft – Straßenrennen 2007

Etappen
- Sachsen-Tour 2006: 1 Etappe
- ENECO Tour 2006: 1 Etappe
- Polen-Rundfahrt 2006: 2 Etappen
- Giro d’Italia 2006: 2 Etappen
- Tirreno–Adriatico 2007: 1 Etappe
- Bayern-Rundfahrt 2007: 1 Etappe
- Bayern-Rundfahrt 2008: 1 Etappe
- Asturien-Rundfahrt 2011: 2 Etappen
- Azerbaïjan Tour 2011: 2 Etappen
- Serbien-Rundfahrt 2012: 1 Etappe
- Tour of China II 2012: 2 Etappen
- Tour d’Algérie 2013: 1 Etappe
- Sibiu Cycling Tour 2013: 1 Etappe
- Szlakiem Grodów Piastowskich 2014: 1 Etappe
- Tour de Beauce 2014: 1 Etappe

### Grand-Tour-Platzierungen
| Grand Tour            | 2006 | 2007 | 2008 |
| --------------------- | ---- | ---- | ---- |
| Giro d’ItaliaGiro     | 76   | –    | –    |
| Tour de FranceTour    | –    | 86   | 24   |
| Vuelta a EspañaVuelta | –    | DNF  | DNF  |

## Palmarès Triathlon
| Datum/Jahr   | Rang | Wettbewerb             | Austragungsort | Zeit     | Bemerkung |
| ------------ | ---- | ---------------------- | -------------- | -------- | --------- |
| 1. Juli 2018 | 13   | Ironman 70.3 Edinburgh | Edinburgh      | 04:31:27 |           |

| Datum/Jahr   | Rang | Wettbewerb            | Austragungsort | Zeit     | Bemerkung                     |
| ------------ | ---- | --------------------- | -------------- | -------- | ----------------------------- |
| 2. Dez. 2018 | 6    | Ironman Mar del Plata | Mar del Plata  | 07:48:40 | Schwimmen auf 1,9 km verkürzt |

(DNF – Did Not Finish)